# Пронькино
Про́нькино (рос. Пронькино) — село у складі Бугурусланського району Оренбурзької області, Росія.

## Населення
Населення — 494 особи (2010; 624 у 2002).
Національний склад (станом на 2002 рік):
- мордва — 60 %
- росіяни — 32 %